# Konståret 1871

## Händelser

### Okänt datum
- Målarna Marie Spartali Stillman och William James Stillman gifter sig.
- Föreningen San Francisco Art Association bildades.

## Verk

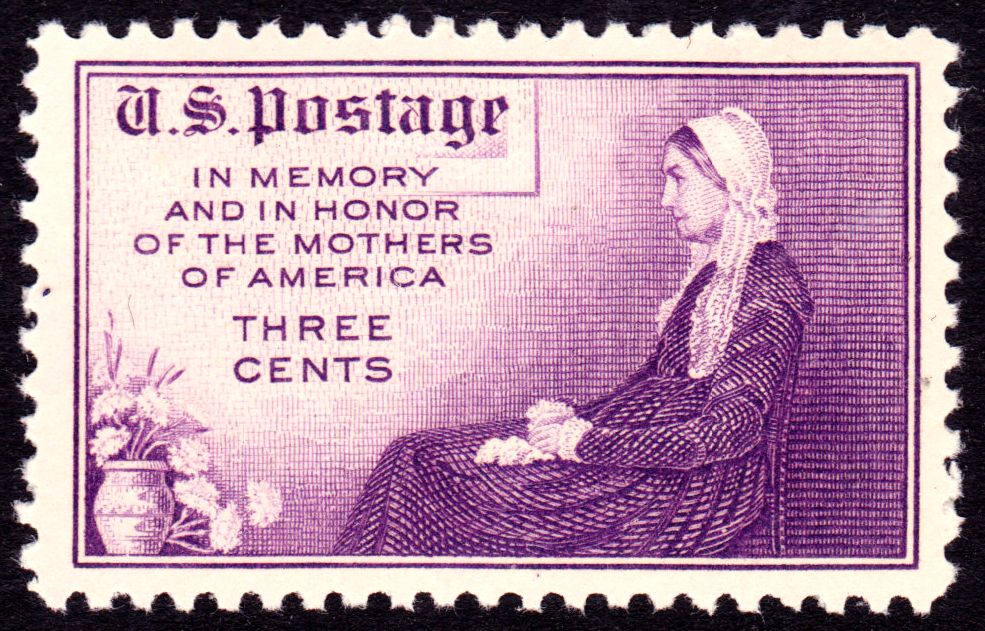
Frimärke med James McNeill Whistlers verk Arrangement in Grey and Black: The Artist's Mother, mest känd under namnet Whistler's Mother färdigställdes år 1871.

- Georg von Rosen - Erik XIV och Karin Månsdotter
- Daniel Huntington - The Narrows, Lake George.
- Eastman Johnson- The Old Stagecoach.
- James McNeill Whistler - Whistler's mother.

## Födda
- 14 februari - Carl Brandt (död 1930), svensk målare
- 28 februari - Märta Améen (död 1940), svensk konstnär.
- 5 mars - Johan Kahl (död 1905), svensk konstnär.
- 12 mars - Erik Abrahamsson (död 1907), svensk gravör och grafiker.
- 11 april - Theodor Pallady (död 1956), rumänsk målare.
- 27 maj - Georges Rouault (död 1958), fransk målare.
- 17 juli - Lyonel Feininger (död 1956), tysk målare och grafiker.
- 18 juli - Giacomo Balla (död 1958), italiensk målare.
- 26 oktober - Guillermo Kahlo (död 1941), mexikansk fotograf.
- 26 december - Otto Strandman (död 1970), svensk skulptör och bildkonstnär.
- okänt datum - Ida Sahlström (död 1963), svensk textilkonstnär.
- okänt datum - Émile André (död 1933), fransk arkitekt och designer
- okänt datum - Wilfrid de Glehn (död 1951), brittisk målare.
- okänt datum - Miklós Ligeti (död 1944), ungersk skulptör.
- okänt datum - Peter Moog (död 1930), art brutkonstnär.
- okänt datum - Granville Redmond (död 1935), amerikansk målare.
- okänt datum - Albert Herter (död 1950), amerikansk konstnär och målare.

## Avlidna
- 8 februari - Moritz von Schwind (född 1804), tysk-österrikisk målare och grafiker.
- 20 februari - Paul Kane (född 1810), irländsk-kanadensisk målare.
- 3 mars - Michael Thonet (född 1796), österrikisk möbeldesigner.
- 29 mars - Johan Vilhelm Gertner (född 1818), dansk målare.
- 9 december - Josef Mánes (född 1820), tjeckisk målare.
- okänt datum - George Hayter (född 1792), engelsk porträttmålare.
- okänt datum - Johan Christian Berger (född 1803), svensk konstnär.
- okänt datum - Cecilia Olander (född 1855), svensk konstnär.